# Malattia di Farber
Per  malattia di Farber, in campo medico,  si intende un gruppo di malattie che riguardano l'accumulo di lipidi nelle articolazioni, nei tessuti e nel sistema nervoso centrale. La malattia risulta mortale nella prima infanzia proprio a causa del suo coinvolgimento del sistema nervoso centrale.
Questa malattia è classificata tra le sfingolipidosi e fa parte dell'eterogeneo gruppo delle malattie da accumulo lisosomiale.

## Sintomatologia
I sintomi e i segni clinici  presentano raucedine, afonia, dermatite. 

## Eziologia
La causa è un difetto costitutivo dalla cerammidasi

## Tipologia
La malattia si presenta in vari tipi. Ad esempio il tipo IV è tipico dei neonati, dove le articolazioni risultano doloranti e deformate.